# Wallace Collection
Wallace Collection — бельгійський поп-рок-гурт кінця 1960-х—початку 1970-х років.
Wallace Collection сформована членів гуртуSylvester's Tea, три з яких почали грати під назвою 16th Century разом з басистом Крістіаном Яннсенсом та двома членами Бельгійського національного філармонічного оркестру, Раймондом Вінсентом і Жаком Намотте.
Wallace Collection була заснована в Британії, обравши ім'я знаменитого музею, що примикає до штаб-квартири свого рекорд-лейблу EMI. Його дебютний студійний альбом «Laughing Cavalier» був записаний в Abbey Road Studios і був випущений в 1969 році. Сингл «Daydream» став хітом у 21 країні, включаючи перше місце в Бельгії. Після свого успіху група відвідала Європу, США, Мексику та Південну Америку. У 1970 році він також записав саундтрек до французького фільму «La Maison». Наступні сингли, такі як «Lova» та «Serenade», були хітами тільки в Бельгії та деяких інших країнах, але не досягали рівня «Daydream», та група розпалася в 1971 році. У 2005 році гурт було відновлено зі зміненим складом.